# Нандіварман III
Нандіварман III — тамільський цар з династії Паллавів. Був сином Дантівармана й онуком Нандівармана II.

## Правління
Нандіварман III був могутнім правителем та намагався нівелювати спад, що розпочався за часів правління його батька. Він уклав союз з Раштракутами та Гангами, після чого здобув перемогу над Пандья. Утім, цар Пандья, Шрімара Шрівалабха, зумів вистояти та зберегти більшість завойованих територій. Зрештою він переміг Паллавів у Кумбаконамі.
Нандіварман III мав потужний військово-морський флот і підтримував торговельні контакти з Сіамом і Малаккою.